# José Carioca
José "Zé" Carioca es un personaje animado de The Walt Disney Company. Es un loro verde antropomórfico. Es amigo del Pato Donald y de Pancho Pistolas. Tuvo sus orígenes en las películas de la década de 1940 Saludos amigos (1942), Los tres caballeros (1944), y Melody Time (1948).
Es originario de Río de Janeiro y es muy alegre. Uno de sus mayores gustos es la participación en fiestas y en el carnaval de Río de Janeiro. Se distingue por usar un chaleco y un sombrero. También suele tener un paraguas. Fue muy popular en Brasil, reemplazando a Mickey Mouse y al Pato Donald en las historietas de Disney.
La creación del personaje brasileño fue durante la Segunda Guerra Mundial, siendo parte de una estrategia llamada "política de buena vecindad" dirigida por el gobierno de Estados Unidos para mejorar las relaciones y conseguir apoyo político de los países latinoamericanos.

## Apariciones

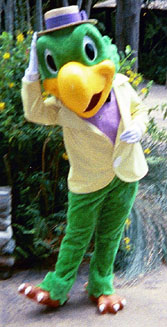
José Carioca como personaje para conocer y saludar en Walt Disney World.

### Películas
- Saludos amigos (1942)
- Los tres caballeros (1944)
- Melody Time (1948)
- ¿Quién engañó a Roger Rabbit? (1988)
- Mickey's Magical Christmas (2001)
- Mickey's House of Villains (2002)
- Once Upon a Studio (2023)[2]

### Televisión
- Wonderful World of Disney (1954)
- Mickey Mouse Works (1999)
- House of Mouse (2001)
- Mickey Mouse (2013)
- Mickey Mouse Mixed-Up Adventures (2017)
- Patoaventuras (2017)
- La leyenda de los tres caballeros (2018)

### Videojuegos
- Disney Sports Basketball (GC, GBA - 2002)
- Disney Sports Soccer (CG, GBA - 2002)

### Cómics
- Walt Disney's Comics & Stories (1940) (Boom! Studios)
- Pato Donald (1950) (abril)
- Walt Disney's Donald Duck (1952) (Boom! Studios)
- Zé Carioca (1961) (abril)
- Walt Disney Comics Digest (1968) (Gold Key)
- Anos de Our do Zé Carioca (1989) (abril)
- Paperinik (1993) (Walt Disney Company Italia)
- Darkwing Duck (2010) (Boom! Studios)